# Aloe molederana
Aloe molederana är en grästrädsväxtart som beskrevs 1989 av John Jacob Lavranos och Hugh Francis Glen. Aloe molederana ingår i släktet Aloe och familjen grästrädsväxter. Inga underarter finns listade i Catalogue of Life. Den Internationella naturvårdsunionen (IUCN) listar arten som akut hotad.